# Гулин, Денис Владимирович
Дени́с Влади́мирович Гу́лин (род. 13 ноября 1975, Гатчина) — российский легкоатлет. Чемпион летних Паралимпийских игр 2012 года в Лондоне, заслуженный мастер спорта России.

## Биография
В детстве некоторое время занимался гандболом, лыжами и вольной борьбой. Затем перешёл в гатчинскую ДЮСШ на отделение лёгкой атлетики к тренеру Олегу Дмитриевичу Баканову. После потери зрения, Денис долго не тренировался, но позже вернулся в спорт и занимался под руководством Алексея Лашманова.
В 2012 году победил на Паралимпийских играх в тройном прыжке (класс F11).

## Награды
- Орден Дружбы (10 сентября 2012 года) — за большой вклад в развитие физической культуры и спорта, высокие спортивные достижения на XIV Паралимпийских летних играх 2012 года в городе Лондоне (Великобритания)[3].
- Заслуженный мастер спорта России (2012).